# Jezioro Salińskie
Jezioro Salińskie (Salino) (kaszb. Jezoro Sôlinsczé) – jezioro rynnowe na Wysoczyźnie Choczewskiej, w gminie Gniewino, w powiecie wejherowskim (województwo pomorskie). 

## Charakterystyka
Miejscowości nadjeziorne to: Salino, Salinko i Mierzynko. Wąski ciek wodny łączy akwen jeziora z jeziorem Czarnym. Na małej wyspie odkryto ślady po starym grodzisku.
Ogólna powierzchnia: 70,7 ha.